# Cenovis

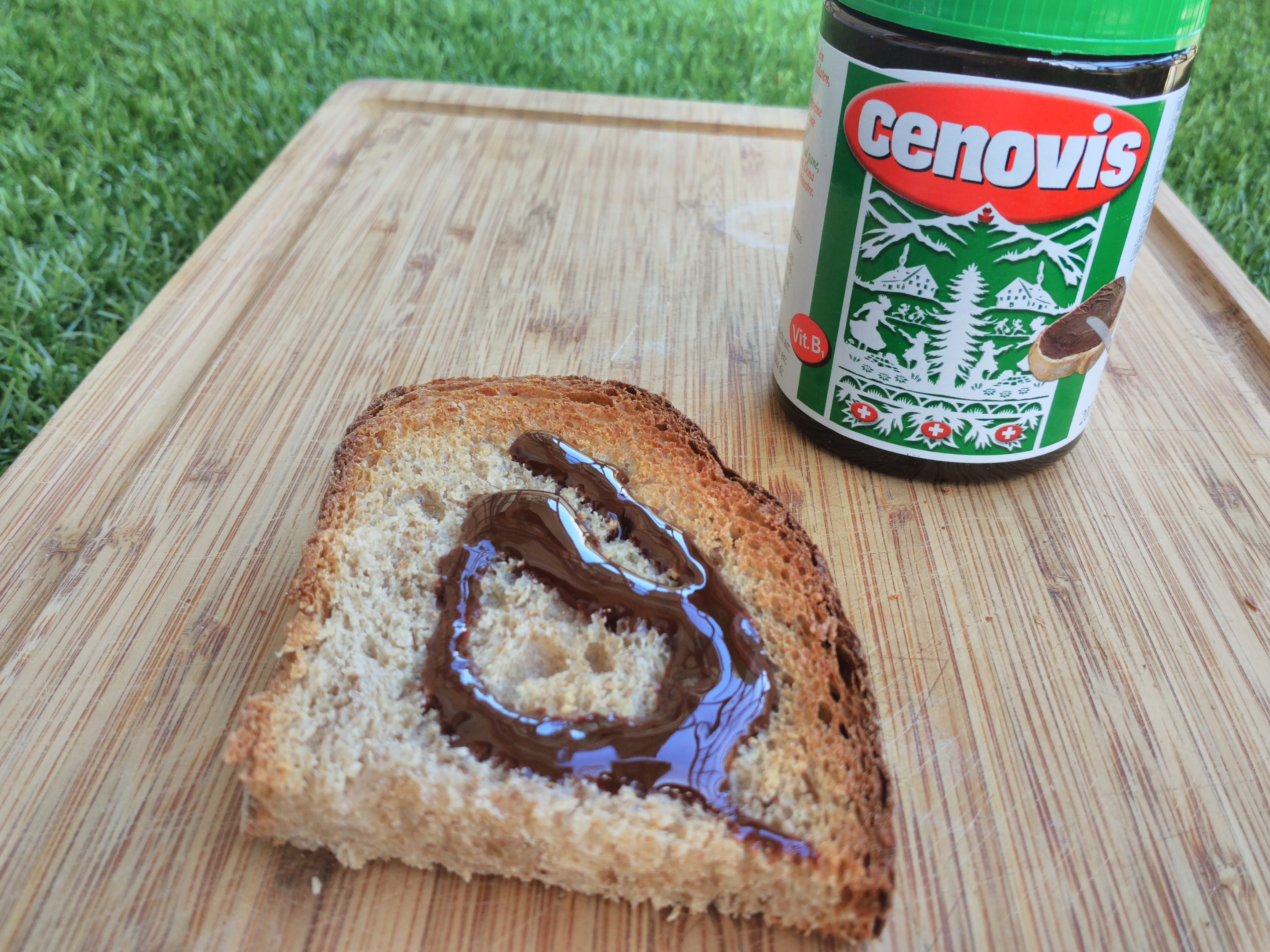
Glas Cenovis und flüssig

Cenovis (Kofferwort aus lateinisch cena: „Mahlzeit“, novum: „neu“, vis: „Kraft“ = neue Kraft durch Nahrung) ist der Markenname für einen hauptsächlich in der Schweiz bekannten Brotaufstrich, der auf Butterbrot gegessen oder auch als Gewürz zu Saucen oder Gemüse verwendet wird. Er besteht aus Bierhefe-Extrakt, Zwiebeln, Karotten und Gewürzen.
Ob das schweizerische Cenovis ein Lizenzprodukt des älteren deutschen war, gibt das Unternehmen nicht bekannt. Im Unterschied zu vergleichbaren Hefeextrakten wurde das schweizerische Cenovis, ähnlich wie Thomy-Senf, früh schon in der Tube verkauft und ist etwas heller und flüssiger.

## Protein contra Vitamin
Seit Beginn des 20. Jahrhunderts wurde mit Möglichkeiten experimentiert, die Bierhefe zum Lebensmittel zu machen. Die grosse verfügbare Menge und zunehmend auch ernährungsphysiologische Gründe spielten dafür eine Rolle. Das englische Marmite (1902) und das australische Vegemite (1922) wurden als Produkte erfolgreich. 1912 wurde von Casimir Funk ein Wirkstoff gegen Mangelkrankheiten entdeckt, den er Vitamin nannte. Der hohe Thiamin-Gehalt (Vitamin B1) wurde daraufhin zur werbewirksameren Qualität der Nährhefe als ihr schon länger bekannter Proteingehalt.

## Ursprünge in Deutschland
1915 wurde die Cenovis Nährmittelwerke GmbH in München gegründet, als Bierhefe- und Malzfabrik, die auch Nebenprodukte dieser Erzeugnisse und weitere Nahrungsmittel wie Haferflocken und Backpulver herstellte und damit zu den Hauptkonkurrenten der Firma Maggi gehörte. Das deutsche Cenovis Vitamin-Extrakt war ab etwa 1920 in Gläsern mit der Aufschrift „unbegrenzt haltbar“ erhältlich.
Das Image der Cenovis-Produkte stand im Zusammenhang mit der Lebensreformbewegung (aus der auch die Reformhäuser hervorgegangen sind). Vom Cenovis-Hefeextrakt wird 1921 berichtet, dass es aus gereinigter und entbitterter Bierhefe bestehe und von honigartiger Konsistenz sei. Es besitze einen „ähnlichen, nur noch feineren Geschmack wie Liebig’s Fleischextrakt“. Der Gründer und Hauptaktionär von Cenovis, Julius Schülein, ein Sohn des Brauereibesitzers Joseph Schülein, berichtet in seinem Buch von 1938 (in dem Jahr, als sein Münchner Unternehmen durch die Arisierung enteignet wurde und er in die USA emigrierte) über eine in der Schweiz hergestellte Vitaminhefe Cenovis. Im selben Jahr wurde die australische Handelsmarke Cenovis begründet.

## Schweizer Fabrikation
1931 wurde die Vitamin-Hefe AG in Rheinfelden im Kanton Aargau durch den Salmenbräu-Braumeister Alex Villinger gegründet. Seit 1935 stellte sie Cenovis-Extrakt neben der Bierhefe und weiteren Nebenprodukten her. 1955 wurde Cenovis Teil der Überlebensration der Schweizer Armee. 1965 erwarb die Vitamin-Hefe AG von der Cenovis-Werke GmbH München sämtliche Wortmarken und Fabrikationsverfahren. Die Auslandmarkenrechte wurden an die Hügli-Gruppe in Steinach SG verkauft. Die aus ihr hervorgegangene Heirler Cenovis GmbH hat eine ähnliche Produktpalette wie die seinerzeitige Münchner Cenovis.

## Wiederbelebung
Cenovis-Hefeextrakt ist ein Produkt aus Zeiten der ökonomischen Krise und der Diskussion über gesündere Essgewohnheiten. Es sollte Fleischprodukte wie Wurst ersetzen, ist in der Anwendung sparsam und längere Zeit ohne Kühlung haltbar. Deshalb konnte sich Vegemite in rauen Gegenden wie dem australischen Outback länger halten als das vergleichbare Cenovis in der Schweiz, dessen Absatz abnahm. In der Deutschschweiz ist es vor allem noch der älteren Generation vertraut, in der französischen Schweiz wurde es bekannt, seit der Genfer Finanzier Michel Yagchi 1999 das schwer verkäuflich gewordene Produkt rettete. Seit 2008 wird Cenovis von der Sonaris AG in Arisdorf hergestellt. Die Sonaris AG wurde im Jahr 1997 als Nachfolgeunternehmen der Leiber Vitamin-Hefe AG in Rheinfelden AG gegründet. Die Produktionsrechte zur Herstellung des Cenovis-Extraktes lagen von da an bei der Firma Sonaris AG, welche im Jahr 2003 den Sitz von Rheinfelden nach Arisdorf verlegte. 2008 konnten die Markenrechte von Cenovis von der Sonaris AG zurückgekauft werden. 2013 fusionierten die beiden Firmen Cenovis AG und Sonaris AG zur heutigen Cenovis AG mit Sitz in Arisdorf BL.